# ジェイソン・ベイ
ジェイソン・レイモンド・ベイ（Jason Raymond Bay, 1978年9月20日 - ）は、カナダ連邦ブリティッシュコロンビア州トレイル出身の元プロ野球選手（外野手）。右投右打。
ラリー・ウォーカーの引退後、カナダ人最高の打者と評されるようになった。
妹のローレン・ベイはソフトボールカナダ代表の投手であり、オリンピックではアテネと北京に出場している。

## 経歴

### プロ入りとエクスポズ傘下時代
2000年のMLBドラフト22巡目（全体645位）でモントリオール・エクスポズから指名され、契約を結びプロ入り。
2001年はA級でプレー。

### メッツ傘下時代
2002年3月24日にトレードで、ニューヨーク・メッツへ移籍した。

### パドレス時代
2002年7月31日に再びトレードで、サンディエゴ・パドレスへ移籍した。
2003年5月23日のアリゾナ・ダイヤモンドバックス戦で「7番・中堅手」で先発出場し、MLB初出場を果たした。しかし、その2日後の5月25日、エルマー・デセンスから死球を受け故障者リスト入りした。7月8日にAAA級ポートランド・ビーバーズで復帰した。

### パイレーツ時代
2003年8月26日にオリバー・ペレスらと共にブライアン・ジャイルズとのトレードでピッツバーグ・パイレーツへ移籍した。翌8月27日に再びMLBでプレーし、9月19日のシカゴ・カブス戦では4打数3安打、満塁本塁打を放ち、8打点を記録した。これは球団史上ラルフ・カイナーが1950年6月25日に8打点を記録して以来の快挙となった。同年オフには、同シーズン終了間際に痛めた右肩の関節唇の手術を受けた。
2004年は故障のため出遅れ5月3日からAAA級ナッシュビル・サウンズで4試合に出場し、打率4割を記録。5月7日にMLBに復帰。6月、7月、9月の計3回ルーキー・オブ・ザ・マンスを受賞した。この年の新人最多の26本塁打を記録し、1938年のジョニー・ヒーゾと1946年のラルフ・カイナーが記録した23本の球団新人最多本塁打記録を更新し、1993年にアル・マーティンが記録した球団新人最多三振122を更新する129三振を記録した。オフには新人王に選出された。これはカナダ人史上初、そしてパイレーツにとっても初という快挙だった。また、最優秀カナダ人選手に贈られるティップ・オニール賞も初受賞した。
2005年はオールスターゲームに初めて選出されたが、出場機会はなかった。最終的に球団史上1982年のジョニー・レイ以来となる全162試合に出場し、打率.306、32本塁打、44二塁打、101打点、110得点、21盗塁を記録し、球団史上初、2005年のMLBで唯一の3割、30本塁打、40二塁打、100打点、100得点、20盗塁を達成した。MVPの投票では12位に入り、シーズン終了後、球団はベイと2006年から4年総額1825万ドルで契約延長した。また、2年連続2度目となるティップ・オニール賞も受賞した。
2006年はシーズン開幕前の3月に開催された第1回ワールド・ベースボール・クラシック(WBC)のカナダ代表に選出された。
シーズンでは5月18日から28日にかけて球団史上初めて10試合で10本塁打を記録し、5月の月間MVPに選出された。7月11日77年ぶりに地元、ピッツバーグで開催されたオールスターゲームのファン投票でアルバート・プホルスの3,418,555票に次ぐリーグ2位の2,635,930票を集め、1993年のアンディ・バンスライク以来となるファン投票で選出され、4番ライトで先発出場し3打数1安打を記録した。
2007年は右ひざの故障を我慢しながらプレイしたため、打率.247・21本塁打・84打点と低迷。シーズン終了後のウィンター・ミーティングではベイのクリーブランド・インディアンスやテキサス・レンジャーズへのトレードが噂された。ゼネラルマネージャー(GM)のニール・ハンティントンはインディアンスと交渉があったことを認めたが、実現しなかった。
2008年は開幕から6試合までは打率が2割以下だったが、その後打率は上昇。5月24日と25日のカブス戦では球団史上26年ぶりの2試合連続でサヨナラ安打を記録。

### レッドソックス時代
2008年7月31日にボストン・レッドソックス、ロサンゼルス・ドジャースそしてパイレーツの3球団による三角トレードが成立し、レッドソックスへ移籍。このトレードでドジャースへ移籍したマニー・ラミレスに代わる正左翼手を務めることになった。移籍後49試合で打率.293・9本塁打・37打点を記録し、パイレーツの成績を含めると2年ぶりにシーズン30本塁打・100打点を達成。打撃ではラミレスに比べて見劣りするが、守備力の違いやトラブルによる悪影響もなく、9月上旬にはベイの活躍を「ジェイソン・ベイは考えられないことをやってのけた。我々にマニーのことを忘れさせたのだ」と新聞で表現された。
2009年はシーズン開幕前の3月に開催された第2回WBCのカナダ代表に選出された。オフの11月5日にFAとなった。また、4年ぶり3度目となるティップ・オニール賞を受賞した。

### メッツ時代
2009年12月29日に4年総額6600万ドルでメッツと契約することに合意した。
2012年は打率1割台に低迷した。オフの11月7日にFAとなった。残り1年分の年俸はメッツが全額負担する。

### マリナーズ時代
2012年12月5日にシアトル・マリナーズへの移籍が決まった。
2013年7月29日にDFAとなり、8月6日にFAとなった。
2014年3月31日に引退を表明した。

## 詳細情報

### 年度別打撃成績
| 年 度     | 球 団     | 試 合 | 打 席 | 打 数 | 得 点 | 安 打 | 二 塁 打 | 三 塁 打 | 本 塁 打 | 塁 打 | 打 点 | 盗 塁 | 盗 塁 死 | 犠 打 | 犠 飛 | 四 球 | 敬 遠 | 死 球 | 三 振 | 併 殺 打 | 打 率 | 出 塁 率 | 長 打 率 | O P S |
| --------- | --------- | ----- | ----- | ----- | ----- | ----- | -------- | -------- | -------- | ----- | ----- | ----- | -------- | ----- | ----- | ----- | ----- | ----- | ----- | -------- | ----- | -------- | -------- | ----- |
| 2003      | SD        | 3     | 10    | 8     | 2     | 2     | 1        | 0        | 1        | 6     | 2     | 0     | 0        | 0     | 0     | 1     | 0     | 1     | 1     | 0        | .250  | .400     | .750     | 1.150 |
| 2003      | PIT       | 27    | 87    | 79    | 13    | 23    | 6        | 1        | 3        | 40    | 12    | 3     | 1        | 0     | 0     | 18    | 0     | 0     | 28    | 0        | .291  | .423     | .506     | .929  |
| '03計     | PIT       | 30    | 97    | 79    | 15    | 25    | 7        | 1        | 4        | 46    | 14    | 3     | 1        | 0     | 0     | 19    | 0     | 1     | 29    | 0        | .287  | .421     | .529     | .950  |
| 2004      | PIT       | 120   | 472   | 411   | 61    | 116   | 24       | 4        | 26       | 226   | 82    | 4     | 6        | 5     | 5     | 41    | 2     | 10    | 129   | 9        | .282  | .358     | .550     | .908  |
| 2005      | PIT       | 162   | 707   | 599   | 110   | 183   | 44       | 6        | 32       | 335   | 101   | 21    | 1        | 0     | 7     | 95    | 9     | 6     | 142   | 12       | .306  | .402     | .559     | .961  |
| 2006      | PIT       | 159   | 689   | 570   | 101   | 163   | 29       | 3        | 35       | 303   | 109   | 11    | 2        | 0     | 9     | 102   | 9     | 8     | 156   | 15       | .286  | .396     | .532     | .928  |
| 2007      | PIT       | 145   | 614   | 538   | 78    | 133   | 25       | 2        | 21       | 225   | 84    | 4     | 1        | 0     | 8     | 59    | 3     | 9     | 141   | 8        | .247  | .327     | .418     | .745  |
| 2008      | PIT       | 106   | 459   | 393   | 72    | 111   | 23       | 2        | 22       | 204   | 64    | 7     | 0        | 0     | 5     | 59    | 2     | 2     | 86    | 3        | .282  | .375     | .519     | .894  |
| 2008      | BOS       | 49    | 211   | 184   | 39    | 54    | 12       | 2        | 9        | 97    | 37    | 3     | 0        | 0     | 3     | 22    | 2     | 2     | 51    | 4        | .293  | .370     | .527     | .897  |
| '08計     | BOS       | 155   | 670   | 577   | 111   | 165   | 35       | 4        | 31       | 301   | 101   | 10    | 0        | 0     | 8     | 81    | 4     | 4     | 137   | 7        | .286  | .373     | .522     | .895  |
| 2009      | BOS       | 151   | 638   | 531   | 103   | 142   | 29       | 3        | 36       | 285   | 119   | 13    | 3        | 0     | 4     | 94    | 4     | 9     | 162   | 9        | .267  | .384     | .537     | .921  |
| 2010      | NYM       | 95    | 401   | 348   | 48    | 90    | 20       | 6        | 6        | 140   | 47    | 10    | 0        | 0     | 4     | 44    | 3     | 5     | 91    | 7        | .259  | .347     | .402     | .749  |
| 2011      | NYM       | 123   | 509   | 444   | 59    | 109   | 19       | 1        | 12       | 166   | 57    | 11    | 1        | 1     | 6     | 56    | 3     | 2     | 109   | 8        | .245  | .329     | .374     | .703  |
| 2012      | NYM       | 70    | 215   | 194   | 21    | 32    | 2        | 0        | 8        | 58    | 20    | 5     | 1        | 0     | 2     | 19    | 0     | 0     | 58    | 3        | .165  | .237     | .299     | .536  |
| 2013      | SEA       | 68    | 236   | 206   | 30    | 42    | 6        | 0        | 11       | 81    | 20    | 3     | 1        | 1     | 1     | 26    | 1     | 2     | 62    | 6        | .204  | .298     | .393     | .691  |
| MLB：11年 | MLB：11年 | 1278  | 5258  | 4505  | 737   | 1200  | 240      | 30       | 222      | 2166  | 754   | 95    | 17       | 7     | 54    | 636   | 38    | 56    | 1216  | 84       | .266  | .360     | .481     | .841  |

- 各年度の太字はリーグ最高

### 記録
- MLBオールスターゲーム選出 : 2回（2005年、2006年）

### 表彰
- 新人王：（2004年）
- ルーキー・オブ・ザ・マンス：3回（2004年6月・7月・9月）
- ティップ・オニール賞：3回（2004年、2005年、2009年）

### 背番号
- 2（2003年 - 同年途中）
- 38（2003年途中 - 2008年途中）
- 44（2008年途中 - 2012年）
- 12（2013年）